# Willy Juliana
Willy Juliana is een Curaçaos architect. Hij is bekend om zijn strijd voor verantwoorde architectuur op Curaçao. Hij is hiertoe voorzitter van Architectenstichting Team Cactus en directeur van Stichting Onderhoud Scholen.

## Leven en werk
Zijn eerste opleiding als ontwerper volgde Juliana aan de Universiteit van de Nederlandse Antillen. Daarna studeerde hij van 1985 tot 1990 architectuur aan de Technische Universiteit Delft.
In 1993 schreef hij in de Amigoe een brandbrief over de in zijn ogen armzalige staat van architectuur op het eiland.
Juliana ontwierp een aantal opvallende woonhuizen. Kenmerkende elementen zijn de gebogen, ver overstekende daken en verblijfsruimtes die deels boven de grond zweven en gestut worden door dunne  naaldsteunen. Volgens Ronald Gill zijn de ongewone ontwerpen ‘volgens velen provocerend en ook aanstootgevend’.
In de wijk Kas Grandi zijn tegenover elkaar twee woonhuizen gebouwd die door Juliana ontworpen zijn. Een witgepleisterd huis dat is opgebouwd door twee verschillende bouwdelen slechts gedeeltelijk te laten rusten op een gemeenschappelijke begane grond verdieping. De ver uitstekende bovenverdiepingen worden door slanke hoge pilaren ondersteund. Door haar opvallende vorm staat dit huis bekend als 'the bug'. Op de heuvel tegenover dit huis staat een zachtblauw geschilderd huis. Ook hier heeft Juliana een duidelijke tweedeling in het exterieur gebruikt om een scheiding van de functies binnenshuis te benadrukken. Dezelfde uitgangspunten heeft Juliana ook gebruikt voor een woonhuizen aan de Bramendiweg in Saliña en in de wijk Dominguito.
Juliana ontwierp ook het Jan Thiel Beach Resort, een recreatiecomplex aan de Jan Thielbaai.

## Prijs
Juliana ontving in 2010 de Cola Debrotprijs, de belangrijkste cultuurprijs op Curaçao, die eens per zeven jaar uitgereikt wordt voor bijzondere verdiensten binnen de architectuur op het eiland.